# Česká extraliga (handbal feminin)
Česká extraliga v házené žen (în română Extraliga cehă de handbal feminin) este principala competiție de handbal feminin intercluburi din Cehia. Campionatul este administrat de Federația Cehă de Handbal (ČSH). În anul competițional 2017-2018, Česká extraliga este alcătuită din 10 echipe.
Campionatul este precursorul celui cehoslovac 1. československá liga v házené žen și a fost înființat în anul 1993, după destrămarea Cehoslovaciei. Din anul 2003 se joacă și un campionat comun, cu echipe din Cehia și Slovacia, actualmente sponsorizat de MOL și denumit MOL liga žen.

## Sezonul actual

### Echipe
Conform paginii oficiale a ČSH
- Házená Havlíčkův Brod
- HK Ivančice
- TJ Sokol Kobylisy II
- SHK Kunovice
- TJ Jiskra Otrokovice
- HC Plzeň
- DHC Plzeň
- TJ Sokol Praha Vršovice
- TJ Sokol Velké Meziříčí
- HC Zlín B

## Lista campioanelor

### Campioanele după ani
| An   | Locul 1          | Locul 2          | Locul 3      |
| ---- | ---------------- | ---------------- | ------------ |
| 1994 | DHC Slavia Praha | HC Zlín          | DHK Olomouc  |
| 1995 | HC Zlín          | DHC Slavia Praha |              |
| 1996 | HC Zlín          | DHK Olomouc      |              |
| 1997 | HC Ostrava       | HC Veselí        |              |
| 1998 | HC Ostrava       | DHC Slavia Praha | HC Veselí    |
| 1999 | DHC Slavia Praha | HC Veselí        |              |
| 2000 | DHC Slavia Praha | Lokomotiva Cheb  | DHK Olomouc  |
| 2001 | DHC Slavia Praha | HC Zlín          |              |
| 2002 | DHC Slavia Praha | HC Zlín          | DHK Olomouc  |
| 2003 | DHK Olomouc      | DHC Slavia Praha | HC Zlín      |
| 2004 | DHK Olomouc      | DHC Slavia Praha | HC Zlín      |
| 2005 | HC Zlín          | HC Veselí        | Slavia Praha |
| 2006 | HC Veselí        | DHC Slavia Praha | DHK Olomouc  |
| 2007 | DHC Slavia Praha | HC Veselí        | DHK Olomouc  |
| 2008 | DHK Olomouc      | HC Veselí        | Slavia Praha |
| 2009 | HC Veselí        | DHK Olomouc      | Slavia Praha |
| 2010 | DHC Slavia Praha | HC Veselí        | DHK Olomouc  |
| 2011 | HC Veselí        | DHC Slavia Praha | HC Zlín      |
| 2012 | Sokol Poruba     | HC Veselí        | Sokol Písek  |
| 2013 | DHK Baník Most   | Sokol Poruba     | Slavia Praha |
| 2014 | DHK Baník Most   | DHC Slavia Praha | Sokol Poruba |
| 2015 | DHK Baník Most   | Sokol Poruba     | Slavia Praha |
| 2016 | DHK Baník Most   | DHC Slavia Praha | Sokol Poruba |
| 2017 | DHK Baník Most   | DHC Slavia Praha | Zora Olomouc |

### Titluri după club
| Echipă           | Număr de titluri | Anii obținerii titlurilor                |
| ---------------- | ---------------- | ---------------------------------------- |
| DHC Slavia Praha | 7                | 1994, 1999, 2000, 2001, 2002, 2007, 2010 |
| DHK Baník Most   | 5                | 2013, 2014, 2015, 2016, 2017             |
| HC Zlín          | 3                | 1995, 1996, 2005                         |
| DHK Olomouc      | 3                | 2003, 2004, 2008                         |
| HC Veselí        | 3                | 2006, 2009, 2011                         |
| HC Ostrava       | 2                | 1997, 1998                               |
| Sokol Poruba     | 1                | 2012                                     |

## Clasament EHF
Pentru sezonul 2017-2018
| Rang | Evoluție | Rang 2016/17 | Campionat          | Coeficient |
| ---- | -------- | ------------ | ------------------ | ---------- |
| 1    | ▬        | (1)          | Tomsligaen         | 113,33     |
| 2    | ▬        | (2)          | Nemzeti Bajnokság  | 110,56     |
| 3    | ▬        | (3)          | Superliga          | 91,44      |
| 4    | ▬        | (4)          | Eliteserien        | 68,33      |
| 5    | ▲        | (7)          | Liga Națională     | 66,22      |
| 6    | ▼        | (5)          | Bundesliga         | 64,67      |
| 7    | ▼        | (6)          | LFH                | 56,64      |
| 8    | ▬        | (8)          | Prva Liga          | 47,33      |
| 9    | ▲        | (10)         | Skopsko Super Liga | 41,58      |
| 10   | ▲        | (11)         | Elitserien Damer   | 34,67      |
| ...  | ...      | ...          | ...                | ...        |
| 20   | ▼        | (17)         | Česká extraliga    | 10,00      |